# Johann Wilhelm Brüggemann
Johann Wilhelm Brüggemann (* 27. Dezember 1786 in Göttingen; † 3. Februar 1866 in Stralsund) war ein deutscher Landschaftsmaler und Zeichenlehrer.

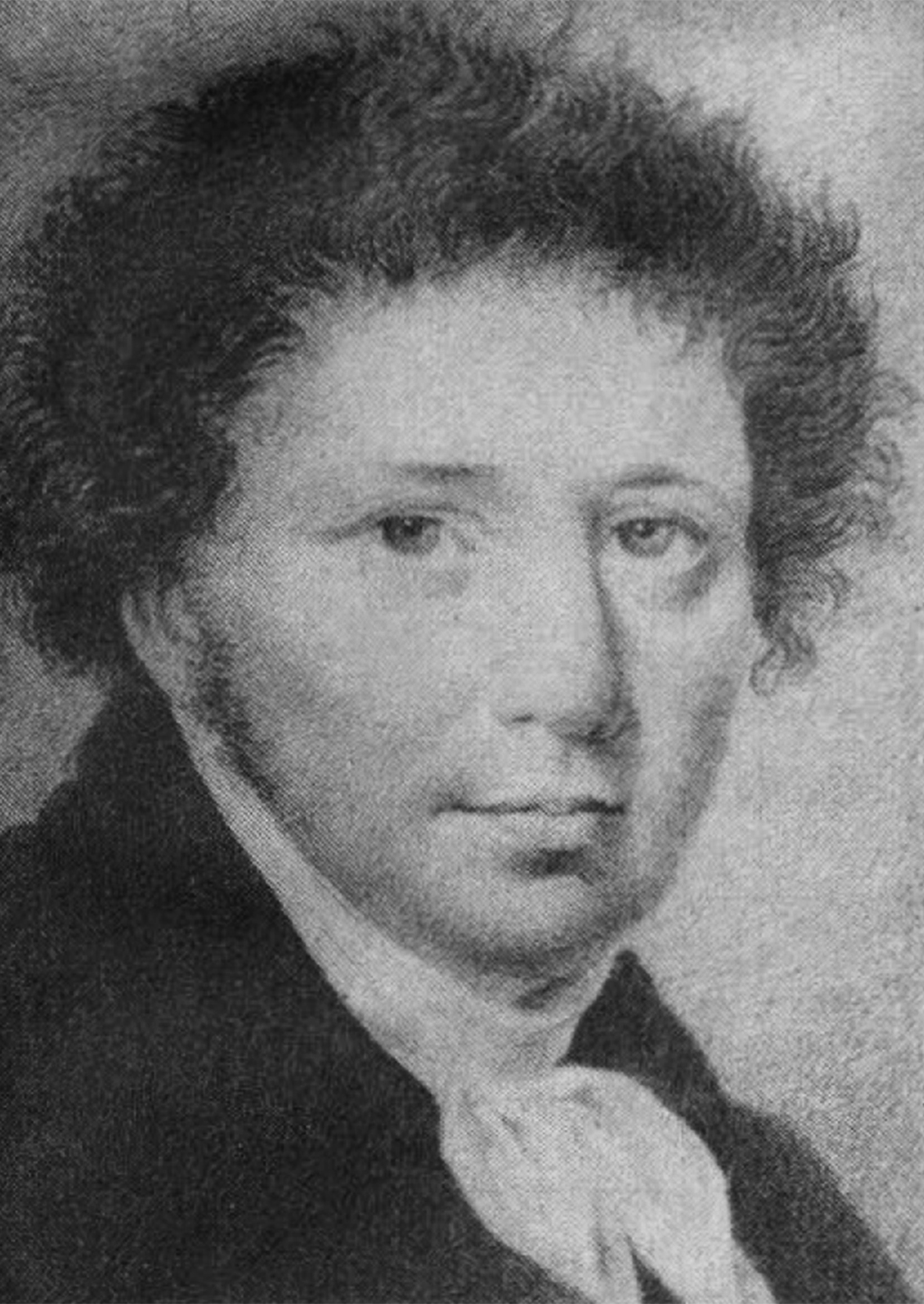
Johann Wilhelm Brüggemann: Kreidezeichnung des Greifswalder Malers Anton Heinrich Gladrow

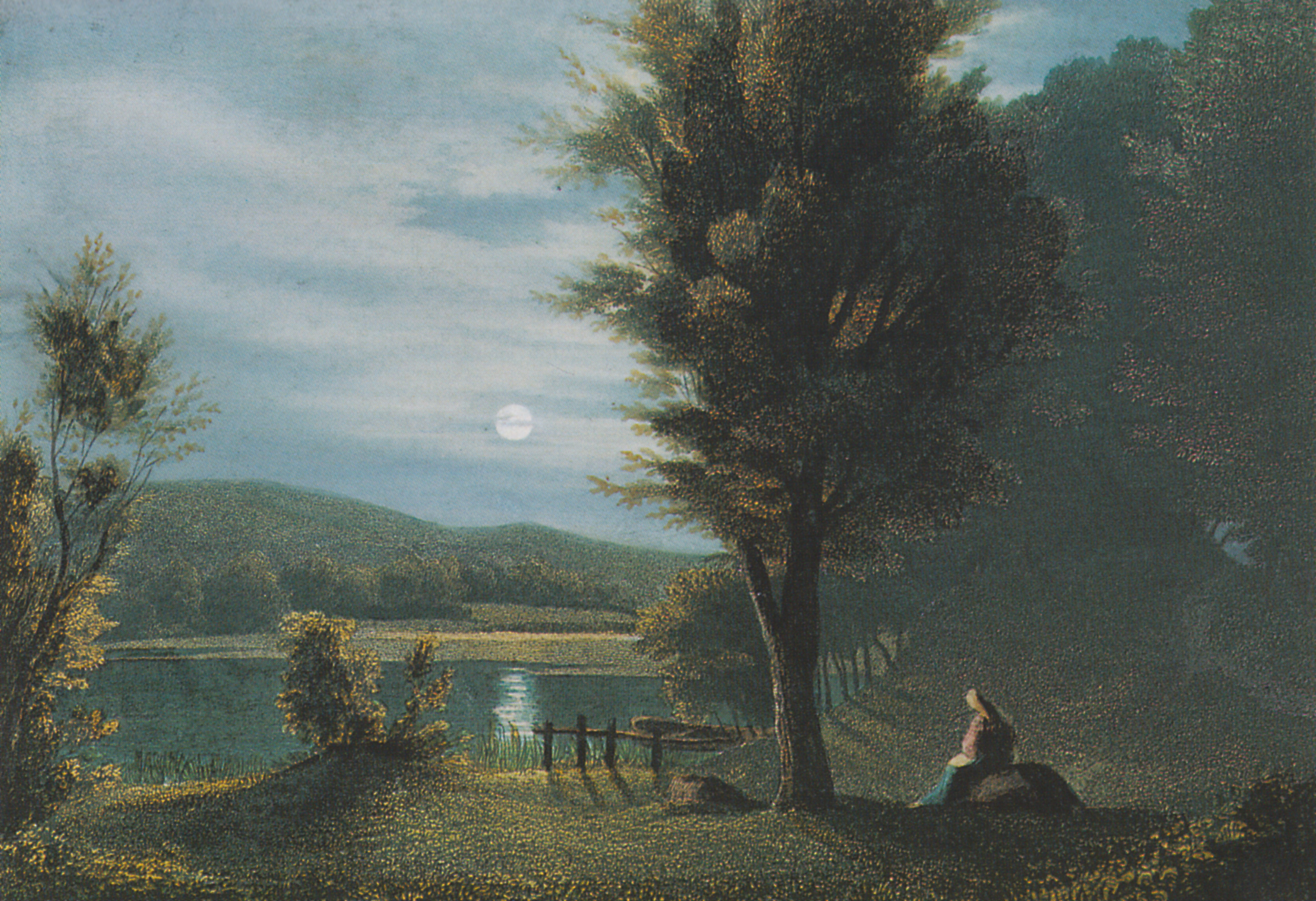
Der Hertha-See auf Jasmund (Rügen) im Mondschein, farbige Zeichnung, um 1840

## Leben
Johann Wilhelm Brüggemann wurde in Göttingen geboren und dort am 8. Januar 1787 in der Johanniskirche getauft. Er erhielt am Gymnasium seiner Geburtsstadt seine wissenschaftliche Ausbildung. Seiner besonderen Neigung zum Zeichnen folgend, widmete er sich der Kunst und ließ sich an der Kurfürstlichen Akademie der bildenden Künste in Kassel zum Landschaftsmaler ausbilden. 
Seine Schwester Maria Wilhelmine war mit dem Greifswalder Kameralisten Friedrich Gottlieb Canzler verheiratet, der von 1783 bis 1799 in Göttingen studiert und später als Dozent gewirkt hat, bevor er nach Greifswald berufen wurde. Anlässlich eines Besuchs bei Verwandten in Greifswald im Jahre 1807 bot sich ihm die Gelegenheit, im nahen Stralsund als Zeichenlehrer bei einer Töchter-Erziehungsanstalt angestellt zu werden. Er nahm die Stelle an, erwarb 1812 das Bürgerrecht, heiratete und ließ sich in Stralsund häuslich nieder. Als im Jahre 1823 am Gymnasium Stralsund der bis dahin nicht gehaltene Zeichenunterricht eingeführt wurde und nach einer geeigneten Lehrkraft gesucht wurde, fiel die Wahl auf ihn und er wurde am 27. Juni als außerordentlicher Lehrer für den Schreib- und Zeichenunterricht angestellt. Zur gleichen Zeit erhielt er den Auftrag zur Innenrenovierung der Stralsunder Marienkirche, die während der Franzosenzeit von 1806 bis 1814 sehr gelitten hatte. Das Bauwerk hatte in der französischen Besatzungszeit als Kaserne und Heumagazin gedient. Da Johann Wilhelm Brüggemann bereits außergewöhnliche Popularität und ein hohes Ansehen in Stralsund genoss, konnte er sich bei diesem Projekt mit seinen Entwürfen gegen so prominente Konkurrenz wie Caspar David Friedrich und Karl Friedrich Schinkel durchsetzen. 
Nach fast 37 Dienstjahren trat er zu Weihnachten 1859 aus Altersgründen in den Ruhestand und verstarb am 3. Februar 1866 in seiner Wahlheimatstadt. 
1812 hatte er die Stralsunder Kaufmannstochter Catharina Wilhelmine Scheele geheiratet, eine Nichte des Chemikers Carl Wilhelm Scheele. Von seinen vier Kindern taten es ihm seine Söhne Siegfried Brüggemann und Hermann Brüggemann gleich und wurden Landschaftsmaler, die Tochter Angelika begann eine Karriere als anerkannte Sängerin. Karl Lappe pries ihre liebliche Stimme, indem er ihr ein Gedicht widmete.

## Werke
- Aussicht vom Rugard über Jasmund. Tuschzeichnung. Berlin. Staatliche Museen Preußischer Kulturbesitz, Kupferstichkabinett PDF-Datei, S. 7
- Zeesenboote vor Stralsund. Beteiligung an den Kunstausstellungen der Berliner Kunstakademie
- Das Rathaus zu Stralsund. Stahlstich, vor 1840.

## Ausstellungen
- Ausstellung der königlichen Akademie der Künste Berlin 1828[5]